# Arjut
Arjut là một đô thị thuộc tỉnh Lori, Armenia. Dân số ước tính năm 2011 là 1433 người.